# Натан Вавилонский
Рабби Натан (др.-евр. ר׳ נתן‬, также «Натан Вавилонский» др.-евр. נתן הבבלי‬), так как был родом из Вавилонии, где его предки состояли в сане экзиларха, — танна II века; современник рабби Меира.
Аггада окружает его ореолом святости и делает его интимным другом Илии-пророка, у которого он справляется о том, что делается в высших небесных сферах, и берёт у него уроки по гигиене.
Как вавилонский уроженец, иногда употреблял арамейские выражения.

## Жизнеописание

### Прибытие в Палестину
З. Франкель полагает, что Hатан прибыл в Палестину совсем молодым, и поэтому он никогда не вступал в личный спор с учениками р. Акивы, как, например, с р. Меиром и др. Однако Вейс указал на некоторые места, где именно приводится личный спор Натана с р. Меиром. Изречение, в котором Натан превозносит палестинцев за то, что они мужественно переносят адриановы преследования должно быть отнесено к тому времени, когда он жил ещё в Вавилонии.
Вскоре по прибытии в Палестину Hатан удостоился чести быть назначенным на должность аб-бет-дина в коллегии патриарха р. Симона бен-Гамлиила.
Несмотря на то, что палестинцы всегда относились с пренебрежением к вавилонцам, рабби Hатан занял одну из высших должностей в крупнейшей палестинской академии. По мнению Вейса, это был политический манёвр со стороны палестинского патриарха.

### Заговор рабби Меира
С возобновлением, после перерыва, патриархата и высшей судебной коллегии в городе Уше, появилась необходимость в уважении диаспоры к этому учреждению и в восстановлении её старой связи с Палестиной. С этой целью решили принять в члены коллегии непалестинца. Наиболее подходящим лицом оказался рабби Hатан. По существовавшему в академии этикету, аб-бет-дину и хахаму оказывались такие же знаки почитания, как и патриарху. Рабби Симон бен-Гамлиил изменил этикет и установил градации. Это нововведение особенно возмутило р. Меира, занимавшего должность хахама, который решил составить заговор против патриарха и свергнуть его.
С этою целью р. Меир склонил на свою сторону рабби Hатана, обещав ему патриаршее кресло. Заговор не удался. Оба, р. Меир и рабби Hатан, были удалены из коллегии, но затем, по настоянию р. Иосе, их вернули, а в наказание постановили: не называть их имён в академии, а передавать их галахи под псевдонимами — для р. Меира = אחרים («другие»), а для Hатана = יש אומרים («некоторые говорят»). Спустя некоторое время Hатан попросил извинения у р. Симона.
Может быть, что этот конфликт был причиной того, что редактор Мишны, р. Иуда I, сын р. Симона, упоминает в своем кодексе имя рабби Hатана лишь два раза, хотя многие анонимные галахи в Мишне (סתם) приводятся в Тосефте от имени рабби Hатана. Иуда I вообще относился к нему с некоторым высокомерием, в чём он впоследствии сам раскаивался (Б. Батра, 131а).

## Труды

### Галахи (законодательные)
Рабби Hатан занимался преимущественно галахой; агадот сохранилось от него сравнительно мало. Он пользовался всеми приемами герменевтики р. Исмаила, однако не злоупотреблял ими и стремился держаться ближе буквального смысла текста. Придавал большое значение традиции, и поэтому многие из его галах касаются лишь объяснения положений более древних таннаим.
О нём Талмуд говорит: «р. Hатан судья и вникает в глубину дела» (ר״נ דיינא הוא ונחית לעומקא דדינא), хотя в области гражданского права от него сохранилось мало галах. Под названием «обязательство рабби Hатана» (שעבודא דר׳ נתן) известно следующее положение из гражданского права:
если A должен Б известную сумму денег, а Б, в свою очередь, должен эту сумму Β, то Β имеет право взыскать долг непосредственно с A. Это положение со многими ограничениями было принято к руководству.
От Натана сохранилось также много галах в области ритуала; некоторые из них значатся под псевдонимом «יש אומרים», который, впрочем, не всегда относится к рабби Hатану.

### Агады (о морали)
Немногие агады Натана характеризуют его нравственную личность.
Составил мишнаитский кодекс, носивший название «משנת ר׳ נתן» . Талмуд считает рабби Натана вместе с р. Иудой I последними в ряду кодификаторов Мишны. Впрочем, Раши говорит, что р. Η. принимал участие в редакции Мишны.
Ему приписывается трактат «Абот де рабби Натан». По мнению З. Франкеля, им была редактирована пятая глава трактата Абот.
Ибн-Эзра приписывает Hатану также авторство «Барайты сорока девяти правил».
Натан занимался также и общими науками, изучал астрономию и медицину. В области последней он сделал два интересных сообщения из наблюдений над новорожденными, которые, по-видимому, страдали наследственной предрасположенностью к кровоточивости.